# Mark Pocan
Mark William Pocan (/ˈpoʊkæn/; sinh ngày 14 tháng 8 năm 1964) là một chính khách và doanh nhân người Mỹ phục vụ với tư cách là Hạ nghị sĩ Hoa Kỳ cho khu vực quốc hội số 2 của Wisconsin kể từ năm 2013. Khu vực này có trụ sở tại thủ đô Madison. Là thành viên của Đảng Dân chủ, Pocan giữ vai trò là Đồng Chủ tịch của cả Hội nghị Tiến bộ Quốc hội và Hội nghị Bình đẳng LGBT Quốc hội. Từ năm 1999 đến 2013, ông là thành viên của Quốc hội Wisconsin, đại diện cho khu vực 78, kế nhiệm Tammy Baldwin, người mà ông cũng thay thế trong Quốc hội khi Baldwin được bầu vào Thượng viện.

## Đời tư
Pocan là người đồng tính công khai. Ông tin rằng hoạt động chính trị của mình một phần là do một sự cố ngay sau khi ông tốt nghiệp đại học và mở công ty in ấn, khi hai người đàn ông đi theo ông sau khi ông rời một quán bar đồng tính và đánh ông bằng gậy bóng chày trong khi họ gọi ông là "thằng bóng" và những lời xỉ vả khác. Bắt nạt đồng tính này đã thúc đẩy ông trở nên tích cực trong cộng đồng LGBT Madison. Pocan là thành viên đồng tính công khai duy nhất của Quốc hội sau cuộc bầu cử Quốc hội của Tammy Baldwin và là một trong ba thành viên LGBT của Hội đồng Lập pháp Wisconsin lần thứ 100, cùng với Sen. Tim Carpenter (D–Milwaukee) và song tính Rep. JoCasta Zamarripa (D–Milwaukee).
Vào ngày 24 tháng 11 năm 2006, Pocan và bạn đời lâu dài của mình, Philip Frank, đã kết hôn hợp pháp tại Toronto, Ontario.
Anh trai của Pocan William Pocan phục vụ như một thẩm phán tòa án mạch ở Hạt Milwaukee.